# 卡罗琳娜·帕斯夸尔
卡罗琳娜·帕斯夸尔（西班牙語：Carolina Pascual，1976年6月17日—），西班牙艺术体操运动员。她曾代表西班牙参加1992年夏季奥林匹克运动会体操比赛，获得个人全能银牌。